# 雁北行署
雁北行署是第二次国共内战后期为察哈尔省雁北专区，1952年11月15日重归山西省，仍名雁北专区。1958年与忻县专区合并为晋北专区，1962年撤销晋北专区仍恢复雁北专区．1971年改名雁北地区，1978年改名雁北行政公署。辖现大同、怀仁、阳高、天镇、左云、右玉、平鲁、浑源、朔县、山阴、广灵、灵丘、应县等十三县，行署领导机关驻大同市。1993年7月雁北行署撤销，原有县中的7县划归大同市。